# Врублевский, Пётр Юрьевич
Пётр Юрьевич Врублевский (укр. Петро Юрійович Врублевський; род. 15 июля 1970, Киев) — украинский дипломат. Чрезвычайный и полномочный посол Украины в Казахстане (2020—2022).

## Биография
Родился 15 июля 1970 года в городе Киеве. В 1992 году окончил Институт международных отношений Киевского национального университета имени Тараса Шевченко, международные отношения, референт-переводчик с французского языка.
В 1992—1993 годах — сотрудник юридической фирмы «Проксен», г. Киев.
В 1993—1994 годах — консультант представительства юридической фирмы «B.C.Toms & Co.», г. Киев.
В 1994—1996 годах — юрист АО «Финансы и кредит», г. Киев.
В 1997 году — третий секретарь отдела по контролю обычных вооружённых сил Управления контроля над вооружением и разоружением МИД Украины.
В 1997—1999 годах — третий секретарь Посольства Украины в Республике Индонезия.
В 2000 году — третий секретарь отдела по контролю обычных вооружённых сил Управления контроля над вооружением и разоружением МИД Украины.
В 2000—2002 годах — второй секретарь отдела ВТС и экспортного контроля Управления контроля над вооружениями и военно-технического сотрудничества МИД Украины.
В 2002—2004 годах — второй секретарь, первый секретарь Посольства Украины в Королевстве Таиланд.
В 2004—2005 годах — заместитель начальника управления — начальник отдела дипломатических представительств Управления государственного протокола Министерства иностранных дел Украины.
В 2005—2008 годах — заведующий отделом Службы государственного протокола и Церемониала Секретариата президента Украины.
В 2008—2013 годах — советник Посольства Украины в Социалистической Республике Вьетнам.
В 2014 году — советник министра Кабинета министров Украины Секретариата Кабинета министров Украины.
В 2014—2015 годах — начальник Управления протокола секретариата Кабинета министров Украины.
В 2015—2016 годах — заместитель директора Департамента международного сотрудничества и протокола — начальник Управления протокола секретариата Кабинета министров Украины.
В 2016—2018 годах — первый заместитель начальника Управления протокола, заведующий отделом международных мероприятий Секретариата Кабинета министров Украины.
В 2018 году — заместитель директора департамента международного торгово-экономического сотрудничества и европейской интеграции — начальник управления сотрудничества с Европейским союзом департамента международного торгово-экономического сотрудничества и европейской интеграции Министерства экономического развития и торговли Украины.
В 2018—2020 годах — советник-посланник Посольства Украины в Республике Беларусь.
10 сентября 2020 года назначен чрезвычайным и полномочным послом Украины в Республике Казахстан.
18 октября 2022 года был уволен с должности посла по настоянию казахстанской стороны, из-за скандала с интервью посла.

### Скандал с интервью со словами об убийстве русских
В августе 2022 года во время вторжения России в Украину, в интервью казахстанскому блогеру Диасу Кузаирову, в частности, сообщил, что украинцы пытаются убить как можно больше русских и повторил известные слова общественного активиста Романа Ратушного (погиб в июне): «чем больше мы убьём русских сейчас, тем меньше придётся убивать нашим детям». Интервью вызвало протесты представителей российских властей и пророссийских организаций в Казахстане. 5 сентября Министерство иностранных дел Казахстана сообщило, что Врублевский после высказанного ему «недовольства» извинился за свои слова и объяснил их «повышенным эмоциональным состоянием» из-за войны. Министерство иностранных дел Казахстана передало Украине «принципиальную позицию относительно провокационного поведения господина Врублевского» и просьбу о назначении нового посла.

### Уголовное дело в России
5 февраля 2024 года Росфинмониторинг внёс Врублевского в перечень «террористов и экстремистов».
4 марта 2024 года Басманный суд Москвы заочно арестовал Врублевского, который ранее был объявлен в розыск по делу о возбуждении ненависти либо вражды.
26 августа 2024 года заочно приговорён к шести годам тюремного заключения по статье «возбуждение ненависти и вражды». 11 ноября 2024 года Московский городской суд отменил приговор и постановил вернуть уголовное дело на повторное рассмотрение в Басманный суд Москвы.

## Дипломатические ранги
- Четвёртый ранг государственного служащего (11 мая 2006)[19]
- Третий ранг государственного служащего (28 мая 2008)[20]
- Чрезвычайный и полномочный посланник второго класса (23 августа 2008)[21]